# La Primavera (Mendoza)
La Primavera es una localidad ubicada en el departamento Guaymallén de la provincia de Mendoza, Argentina.
Limita al norte con la calle 2 de Mayo, al este con el arroyo El Sauce, al sur con calle Celestino Argumedo, y al oeste con calle Escorihuela. Su superficie de 7,65 km². El distrito posee calles primarias que definen su perímetro: Argumedo, y Paladíni. Estas arterias lo vinculan con los distritos vecinos.
Cuenta con dos escuelas, un destacamento policial, y un centro de salud. 
El distrito se desarrolla en el área rural, dedicado a la agricultura, y actividades complementarias. Zona hortícola de excelente calidad, a la que se incorporaron la floricultura y frutales.

## Historia
Comenzó siendo una zona agreste pero la mano del humano la fue transformando, en un vergel.

## Población
Con 2268 habitantes (Indec, 2001), forma parte del componente Guaymallén del área metropolitana del Gran Mendoza, con una densidad de población de 296 hab/km².

## Sismicidad
La sismicidad del área de Cuyo (centro oeste de Argentina) es frecuente y de intensidad muy alta, con un silencio sísmico de terremotos medios a graves cada 20 años.
- Sismo de 1861: aunque dicha actividad geológica catastrófica ocurre desde épocas prehistóricas, el terremoto del 20 de marzo de 1861 (164 años), con 12 000 muertes,[2] señaló un hito importante dentro de la historia de eventos sísmicos argentinos ya que fue el más fuerte registrado y documentado en el país. A partir del mismo los sucesivos gobiernos mendocinos y municipales han ido extremando cuidados y restringiendo los códigos de construcción.[1] Con el terremoto de San Juan del 15 de enero de 1944 (81 años) los gobiernos tomaron estado de la enorme gravedad crónica de sismos de la región.
- Sismo de 1920: de 6,8 de intensidad, destruyó parte de sus edificaciones y abrió numerosas grietas en la zona. Hubo 250 muertes por destrucción de casas de adobe[2][1]
- Sismo del sur de Mendoza de 1929: muy grave, y al no haber desarrollado ninguna medida preventiva, a pesar de haber transcurrido solo nueve años del anterior, mató a 30 habitantes por la caída de casas de adobe[1]
- Sismo de 1985: fue otro episodio grave,[3] de 9 s de duración, derrumbando el viejo Hospital del Carmen de Godoy Cruz.